# Jackson Montaño
Jackson Montaño (Cali, Valle del Cauca, Colombia; 17 de mayo de 1993) es un futbolista colombiano que juega como defensa en Hermanos Colmenárez de la Primera División de Venezuela.

## Clubes
| Club                      | País     | Año             |
| ------------------------- | -------- | --------------- |
| Universitario Popayán     | Colombia | 2011 - 2013     |
| Deportes Quindío          | Colombia | 2014 - 2017     |
| Atlético Nacional         | Colombia | 2017 - 2018     |
| Alianza Petrolera         | Colombia | 2018 - 2019     |
| Deportes Quindío          | Colombia | 2020 - 2021     |
| Club Atlético Bucaramanga | Colombia | 2022 - Presente |